# Ach'Lum el Suspiro
Ach'Lum el Suspiro är en ort i Mexiko.   Den ligger i kommunen Sitalá och delstaten Chiapas, i den sydöstra delen av landet, 800 km öster om huvudstaden Mexico City. Ach'Lum el Suspiro ligger 1 222 meter över havet och antalet invånare är 143.
Terrängen runt Ach'Lum el Suspiro är lite bergig. Runt Ach'Lum el Suspiro är det ganska tätbefolkat, med 54 invånare per kvadratkilometer. Närmaste större samhälle är Yajalón, 13,4 km norr om Ach'Lum el Suspiro. I omgivningarna runt Ach'Lum el Suspiro växer i huvudsak städsegrön lövskog.